# Liste der Museen im Landkreis Berchtesgadener Land
Die Liste der Museen im Landkreis Berchtesgadener Land  gibt einen Überblick über aktuelle und ehemalige Museen im Landkreis Berchtesgadener Land in Bayern.

## Aktuelle Museen
| Gemeinde        | Name                        | Kurzbeschreibung | gegründet/ eröffnet | Träger                               | Standort                   | Bild           | Link |
| --------------- | --------------------------- | --- | ------------------- | ------------------------------------ | -------------------------- | -------------- | ---- |
| Ainring         | Museum Torfwerk Ainring     | Das Museum dokumentiert die Nutzungsgeschichte des Ainringer Mooses und die industrielle Verarbeitung des Torfs. Eine Torfbahn gibt den Besuchern Gelegenheit, auf einer Bahnstrecke von etwa 1800 Metern den einstigen Torftransport nachzuvollziehen. |                     |                                      | Mühlreit                   |                |      |
| Bad Reichenhall | Salzmuseum Bad Reichenhall  | Das Museum in der Alten Saline dokumentiert die Geschichte der Salzgewinnung und die technische Entwicklung der Soleförderung. Auch die unterirdischen Anlagen der Alten Saline können besichtigt werden. |                     | Südwestdeutsche Salzwerke            | Alte Saline                | weitere Bilder |      |
| Bad Reichenhall | ReichenhallMuseum           | Das Museum dokumentiert die Geschichte und Entwicklung der Stadt Bad Reichenhall mit den Themenschwerpunkten Archäologie, mittelalterliches Salinenwesen und neuzeitliches Kurwesen. | 1946                |                                      | Getreidestadel             | weitere Bilder |      |
| Berchtesgaden   | Dokumentation Obersalzberg  | Das in dem ehemaligen Führersperrgebiet Obersalzberg errichtete Dokumentationszentrum informiert anhand von rund 350 Objekten, Dokumenten, Fotografien und multimedialen Elementen über den historischen Ort und die Zeit des Nationalsozialismus. | 1999                | Berchtesgadener Landesstiftung       | Obersalzberg               | weitere Bilder |      |
| Berchtesgaden   | Haus der Berge              | Das Informationszentrum des Nationalparks Berchtesgaden dokumentiert in der Dauerausstellung „Vertikale Wildnis“ die gesamte Bandbreite des Lebens im Nationalpark Berchtesgaden vom Grund des Königssees über die Lebensräume Wasser, Wald, Almwiesen und Fels bis hinauf zu den Gipfeln der Berchtesgadener Alpen.                                                                            | 2013                | Nationalparkverwaltung Berchtesgaden | Hanielstraße               | weitere Bilder |      |
| Berchtesgaden   | Museum Schloss Adelsheim    | Der Sammlungsschwerpunkt des Museums liegt auf der Berchtesgadener War: kunstvoll bemalte Spanschachteln, buntes Holzspielzeug, Grobschnitzereien, Flöten, Heiligen- und Krippenfiguren und filigrane Beinschnitzarbeiten. | 1968                |                                      | Schloss Adelsheim          | weitere Bilder |      |
| Berchtesgaden   | Rehmuseum                   | Das in den ehemaligen Stallungen des Schlosses eingerichtete Museum zeigt mit fast 5000 Exponaten die gesamte wildwissenschaftliche Sammlung Herzog Albrechts von Bayern (1905–1996). | 2005                | Wittelsbacher Ausgleichsfonds        | Schloss Berchtesgaden      |                |      |
| Berchtesgaden   | Salzbergwerk mit Salzmuseum | Das Museum im ehemaligen Salzbergwerk informiert mit Schautafeln, Ausstellungsstücken und einem Film über das Salz und seinen Abbau. Die Einfahrt erfolgt mit einer Grubenbahn durch einen Bergwerksstollen, über eine Rutsche gelangt man in eine Salzgrotte und über eine weitere zu einem Salzsee.                                                                                           | 2007                | Südwestdeutsche Salzwerke            | Salzbergwerk Berchtesgaden | weitere Bilder |      |
| Berchtesgaden   | Schlossmuseum Berchtesgaden | In den zu besichtigenden Räumen des Schlosses sind Exponate aus dem Wittelsbacher Kunstbesitz ausgestellt, neben Möbeln und Porzellan unter anderem zahlreiche Kunstwerke und Gemälde von Künstlern wie Tilman Riemenschneider, Veit Stoß, Peter Gertner, Barthel Beham sowie verschiedene Gemälde der Münchner Schule.                                                                         |                     | Wittelsbacher Ausgleichsfonds        | Schloss Berchtesgaden      | weitere Bilder |      |
| Freilassing     | Lokwelt Freilassing         | Kernstück des Museums ist der 1902 bis 1905 errichtete Rundlokschuppen mit seiner Drehscheibe. Hier sind Lokomotiven ausgestell, unter anderem der Baureihen E 16, E 44 oder E 03, sowie eine bayerische Schnellzug-Dampflokomotive von 1874. Ferner sind weitere Exponate zum Thema Eisenbahn und eine Modellbahn mit originalgetreuem Nachbau des Bahnbetriebswerkes Freilassing ausgestellt. | 2006                |                                      | Westendstraße              | weitere Bilder |      |
| Freilassing     | Stadtmuseum Freilassing     | Das Museum dokumentiert die Geschichte Freilassings von etwa 700 n. Chr. bis hin zur Nachkriegszeit. Einen Schwerpunkt bildet die Lage Freilassings im Grenzgebiet zu Österreich, die die Entwicklung der Stadt in den letzten 200 Jahren entscheidend geprägt hat. | 1993                |                                      | ehemaliges Feuerwehrhaus   | weitere Bilder |      |
| Laufen          | Laufener Stiftsschatz       | Die Schatzkammer der Stiftskirche Laufen umfasst unter anderem wertvolle liturgische Geräte, spätgotische Bildtafeln sowie Gemälde und Plastiken von der Renaissance bis zur Neugotik und ein Sakristeischrank von 1606. |                     |                                      | Stiftskirche               | weitere Bilder |      |

## Ehemalige Museen
| Gemeinde   | Name                  | Kurzbeschreibung | gegründet/ eröffnet | geschlossen/ aufgelöst | Träger                             | Standort | Bild           | Link |
| ---------- | --------------------- | --- | ------------------- | ---------------------- | ---------------------------------- | -------- | -------------- | ---- |
| Teisendorf | Bergbaumuseum Achthal | Das im ehemaligen Verwaltungsgebäude der Eisengewerkschaft untergebrachte Museum dokumentiert mit einer Sammlung von Plänen und Dokumenten, Bildern und Plastiken sowie von Werkzeugen und Gussprodukten die über 400-jährige Geschichte des Erzbergbaus in Neukirchen und des dazugehörigen Hüttenwerks in Achthal. | 1983                | 2022                   | Förderverein Bergbaumuseum Achthal | Achthal  | weitere Bilder |      |